# HMS M28
HMS M28  був одним з моніторів типу M15. Корабель потоплений у ході битви при Імбросі 1918 року.

## Конструкція
Призначений для обстрілів берегових цілей, в якості основного озброєння M28 отримав одну 9.2 дюймову гармату Mk X, зняту з крейсера типу Едгар HMS Grafton. Крім того, на моніторі встановили 76,2 мм гармату, а також 57 міліметрову зенітку. Корабель мав чотирициліндровий Боліндера потужністю  640 кінських сил, який дозволяв розвивати швидкість до 11 вузлів. Екіпаж складався з 69 офіцерів і матросів.

## Будівництво
HMS M28 був закладений на верфі Sir Raylton Dixon & Co. Ltd в Говані 1 березня 1915 року. Корабель спущено на воду 28 червня 1915 року, а завершено в серпні 1915 року.

## Служба
Протягом більшої частини служби в Першій світовій війні М28 входив до Егейської ескадри та  виконував завдання з обстрілів прибережних турецьких позицій. 21 жовтня 1915 року вона обстріляла болгарський порт Дедеагач. 20 січня 1918 року корабель знаходився бухті Кусу на острові Імброс, коли цю стоянку атакували напали два турецькі кораблі. Колишні SMS Goeben та SMS  Бреслау вдалося заблокувати М28 і "Раглан" в бухті і потопити їх. М28 затонув, загинуло 11 членів екіпажу, решту врятували інші кораблі.